# 50-е годы
50-е (пятидеся́тые) го́ды по юлианскому календарю — промежуток времени с 1 января 50 года по 31 декабря 59 года, включающий 50 год 5-го десятилетия   и с 51 по 59 годы    6-го десятилетия I века 1-го тысячелетия.  Они закончились 1966 лет назад.

## Важнейшие события
- Убит римский император Клавдий (54 год), его место занял Нерон.
- Китайский император Мин-ди принёс в страну буддизм.
- Куджула Кадфиз объединяет под своей властью княжества юэчжи и создаёт Кушанским царством.
- Вторая половина 50-х — Бриттский вождь Каратак бежит в Уэльс и поднимает племена на восстание. Каратак выдан римлянам Картимандуей.
- Конец 50-х — Наместник Мёзии Плавтий Сильван приходит на выручку осаждённому скифами Херсонесу. Римские гарнизоны появляются в Херсонесе и Южном Крыму.

## Важнейшие личности
- Клавдий, римский император (41-54)
- Нерон, римский император (54-68)
- Куджула Кадфиз, кушанский царь
- Павел, христианский апостол
- Китайский император Мин-ди из династии Хань